# Peter Christian Tayssen
Peter Christian Tayssen (auch Thayssen, Theisen oder Teyssen) war ein deutscher oder norwegischer Alchemist und Hochstapler, dessen Wirken nur für eine kurze Periode in den 1770er Jahren sicher belegt ist. Wie diverse andere Personen während dieser Zeit bewegte auch er sich mit seinen Aussagen und Tätigkeiten im Grenzbereich von Freimaurerei, Rosenkreuzertum, Mystik und Okkultismus und nutzte die Leichtgläubigkeit und die Faszination einzelner Adelsvertreter für hermetische Themen zu seinem eigenen Vorteil.

## Leben
Hinsichtlich Tayssens Biographie sind nur wenige Schlaglichter bekannt. Er selbst gab an, sieben Jahre lang in Norwegen alchemistisch geforscht und dafür 3000 Taler ausgegeben zu haben. Darüber hinaus erwähnte er einen achtmonatigen Aufenthalt in Venedig sowie eine Station in Dresden. Seinen Worten zufolge habe er in der sächsischen Stadt ein Geheimnis gefunden, das seine „Feder weder beschreiben könne noch dürfe.“

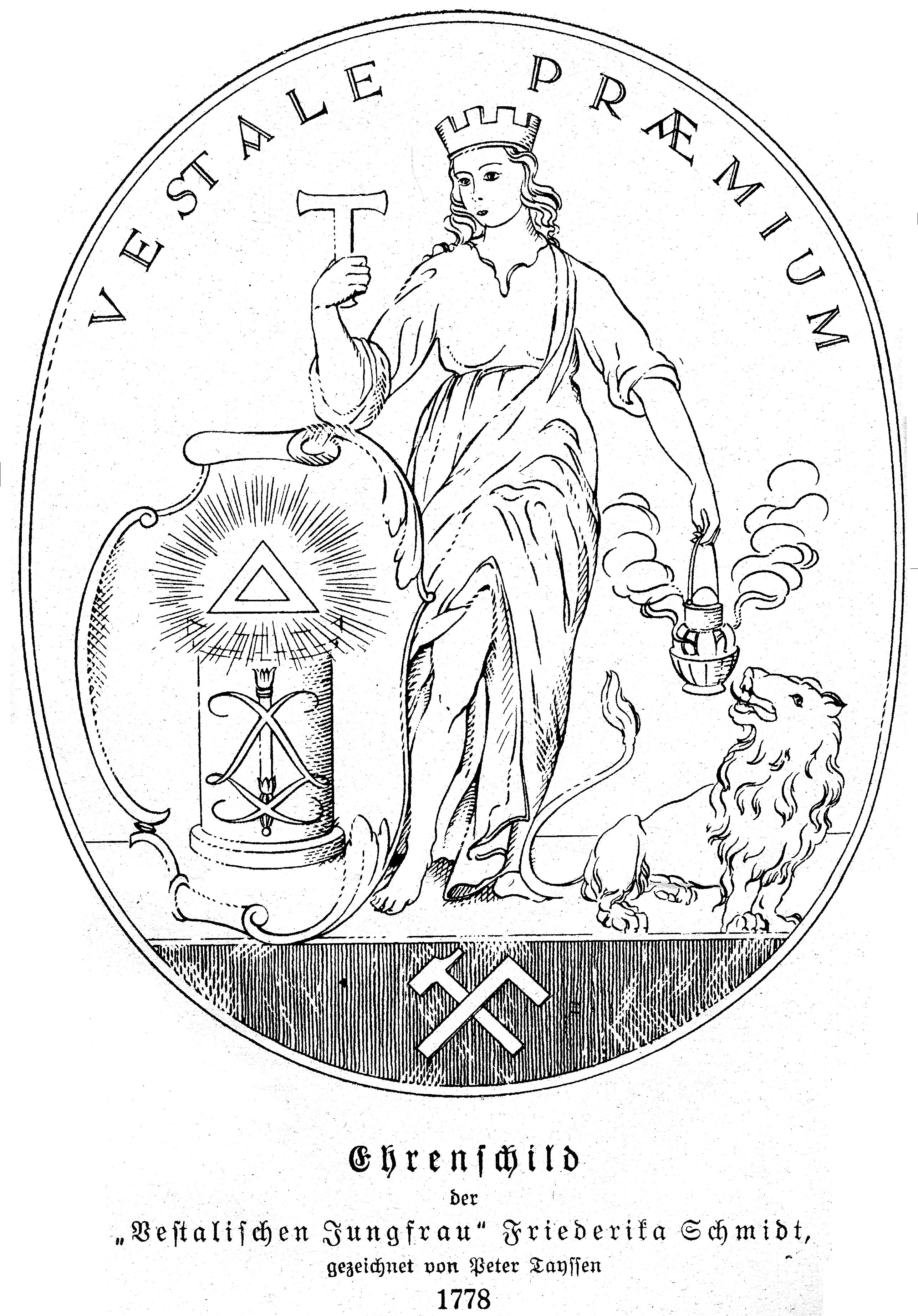
Tayssen zeichnete diesen Ehrenschild 1778 für Friederika Schmidt (1751–1803), die damalige Lebensgefährtin und spätere Ehefrau von Ludwig Georg Karl von Hessen-Darmstadt.

Aus einzelnen Schriftquellen geht hervor, dass er sich um 1774 im Umfeld prominenter Vertreter der württembergischen Ausprägung des Pietismus bewegte. So verschickte er beispielsweise im Januar 1774 im Auftrag von Johann Gerhard Hasenkamp einen Brief an Friedrich Christoph Oetinger, in dem der theologische Disput beider mit Johann Caspar Lavater thematisiert wurde. Einige Wochen später erwähnte Philipp Matthäus Hahn, Ingenieur und Pfarrer in Kornwestheim, am 17. März 1774 in einem Tagebucheintrag, dass Tayssen ihn besucht habe und „von Herrn Praelat Oetinger“ gekommen sei. Bei dieser Gelegenheit beschrieb er seinen Gast als „Laboranten“. Es kann demnach angenommen werden, dass Tayssen im Frühjahr 1774 in die Dienste Oetingers eintrat und bei ihm – möglicherweise in dessen Kloster Murrhardt – Labortätigkeiten versah. Oetinger beschäftigte sich zu dieser Zeit bereits mehreren Jahrzehnten intensiv mit den Lehren der christlichen Kabbala und könnte Tayssen an dieses Thema herangeführt haben. Sowohl Hahn als auch Oetinger schrieben, dass Tayssen Norweger sei.
Gegen Ende des Jahres 1775 traf er in Rom auf Ludwig Georg Karl von Hessen-Darmstadt, der während der Reise auf der Suche nach den mystischen Ursprüngen des schwedischen Freimaurer-Lehrsystems war. Tayssen behauptete, ein Adept zu sein und 20 wertvolle Arkana in seinem Besitz zu haben. Er begleitete den Adeligen nach Heilbronn, wo dieser sich 1776 niederließ. Ludwig stellte ihn mit dem Titel eines Ökonomierates „zur Zeigung, Unterrichtung und Erklärung des großen Werks“ an seinem Hofstaat an. Dort wirkte Tayssen als Alchemist und „Goldmacher“ und fungierte zudem als Lehrer für Kabbala und Magie. Zu seinen engsten Freunden und Anhängern während dieser Zeit zählten Hans Weiprecht von Gemmingen und Hans Rudolf von Bischoffwerder. Er bot auch dem Berliner Freimaurer und Landwirtschaftsreformer Johann Christoph von Woellner ein auf Quecksilber basierendes Rezept gegen Miserere an sowie ein Arcanum, von dem er behauptete, dass es alle Sorten Getreide derart verbessere, dass eine mindestens zwölffache Steigerung der Ernte erreicht werden könne. Ludwig Georg Karl von Hessen-Darmstadt gab im Frühjahr 1777 die experimentelle Tätigkeit mit Tayssen auf. Dieser scheint aber noch bis 1778 weiterhin in Heilbronn gewirkt zu haben.
Danach verliert sich seine Spur wieder.